# Ewa Marcinkowska-Schmidt
Ewa Marcinkowska-Schmidt (ur. 3 kwietnia 1963 w Pile) – polska pisarka. 
Urodziła się w Pile. Wykształcenie uzupełniła na Uniwersytecie im. Adama Mickiewicza w Poznaniu, na którym ukończyła Wydział Prawa. Uzyskała też dyplom w Państwowej Szkole Muzycznej II stopnia w klasie fortepianu. Później podjęła pracę w "Głosie Wielkopolskim", dla którego była też korespondentką z San Francisco.
Jej książki były nominowane do nagrody IBBY, tłumaczone między innymi na język rosyjski i wydane w Rosji.
Jest córką Danuty Marcinkowskiej i matką Klaudyny Schmidt. 

## Publikacje
- 2003: Dzieci Czarownicy
- 2003: W kącie ogrodu
- 2005: Zaczarowana wędrówka
- 2006: Pazurem spisane
- 2006: O koziołku, który chciał latać
- 2007: W skalnym królestwie
- 2008: Myszka Rozrabiara
- 2008: Zagubiony Bim Bam
- 2009: Śliwki robaczywki
- 2009: Bajka o kurce Złotopiórce, która chciała znosić białe jajka
- 2009: Lawendowy pył
- 2010: Zagraj, Fryderyku - bajka o Chopinie
- 2010: Zapach rozmarynu

Tłumaczenia:
- 2007: Ranjana Salgaocar, Z klasą dookoła świata[2]